# Rotfuß-Atlaswitwe

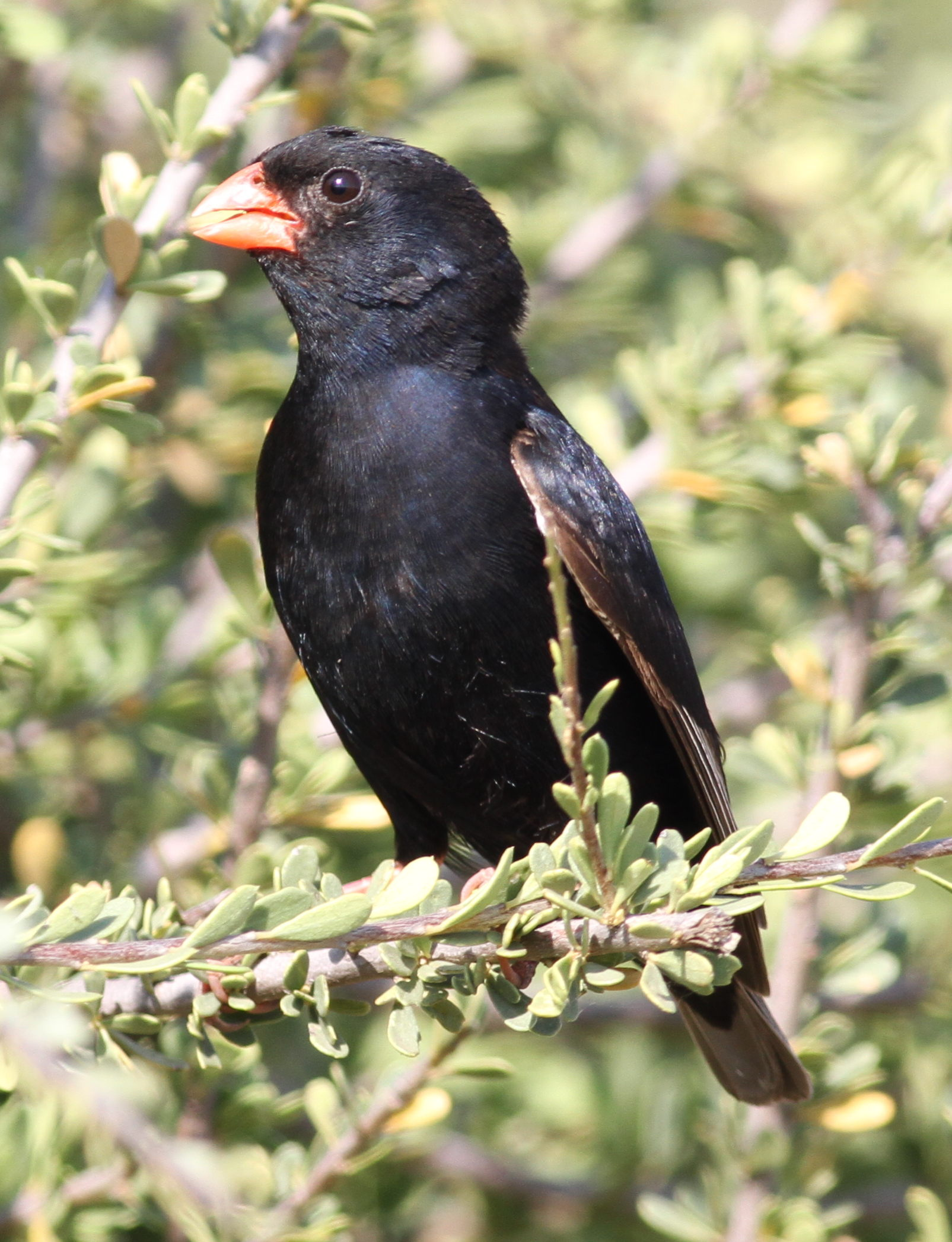
Männliche Rotfuß-Atlaswitwe, Südafrika

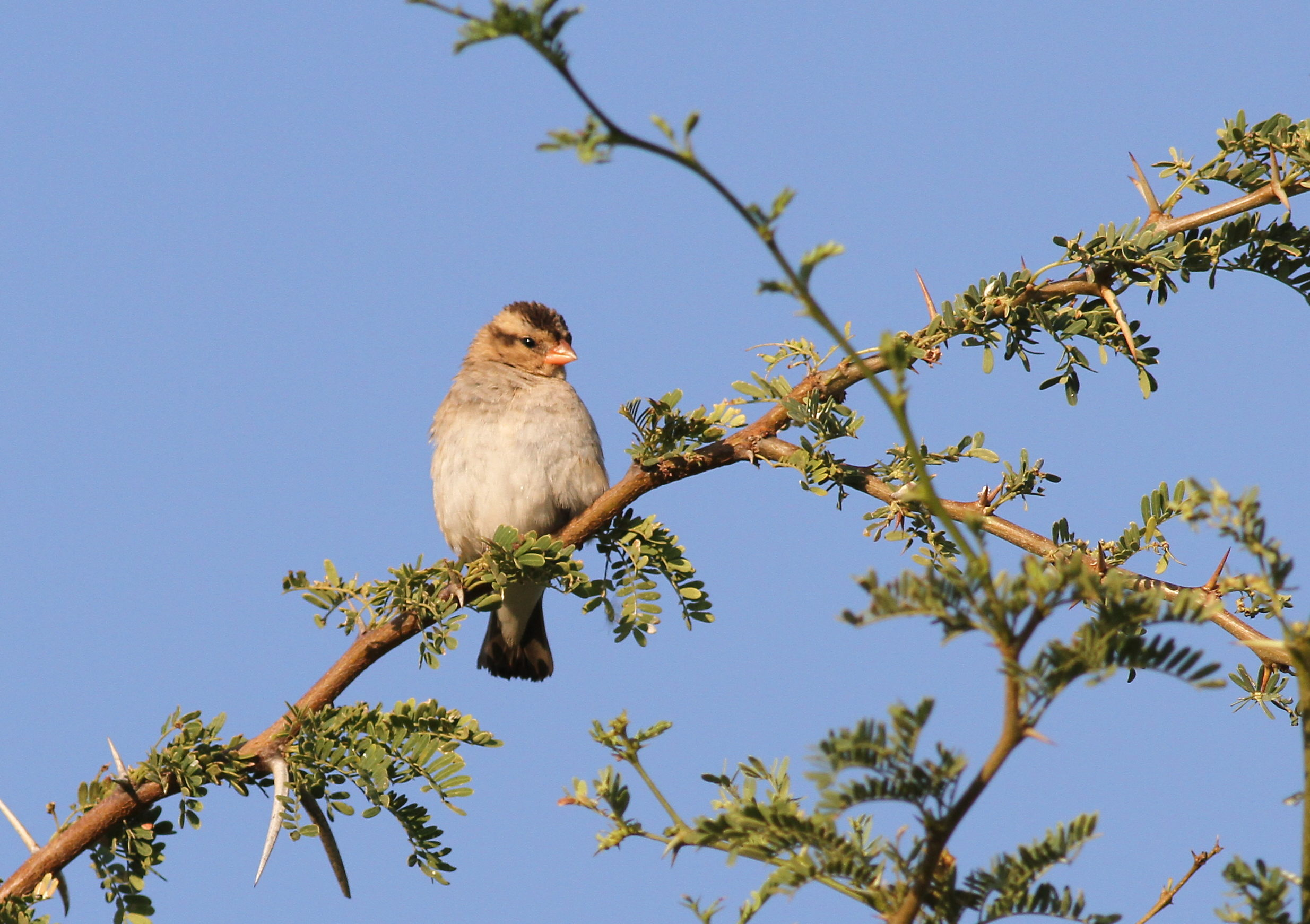
Weibchen der Rotfuß-Atlaswitwe

Die Rotfuß-Atlaswitwe (Vidua chalybeata) ist ein in Subsahara-Afrika beheimateter Vogel aus der Familie der Witwenvögel. Innerhalb des großen Verbreitungsgebietes kommen mehrere Unterarten vor. Wie alle Witwenvögel ist die Rotfuß-Atlaswitwe ein obligater Brutschmarotzer, der seine Jungvogel vom Senegalamarant als einzige Wirtsvogelart groß ziehen lässt.
Die Art wird in Europa gelegentlich als Ziervogel gehalten.

## Beschreibung
Rotfuß-Atlaswitwen erreichen eine Körpergröße von 11 bis 12 Zentimeter. Das Männchen hat im Prachtkleid ein schwarzes bis schwarzbraunes Federkleid, das je nach Verbreitungsgebiet und Unterart irisierend grünblau bis schwarzviolett glänzt. Einen grünblauen Glanz des Gefieders weisen Rotfuß-Atlaswitwen auf, deren Verbreitungsgebiet in Westen Äquatorialafrikas liegt. Die Färbung von Schnabel und Beinen variiert ebenfalls mit dem Verbreitungsgebiet. In Westafrika ist der Schnabel hornfarben, die Beine orange. Im Südosten Afrikas ist der Schnabel rosig gelb, die Füße und die Beine sind rot.
Anders als bei vielen Witwenvögeln hat das Männchen der Rotfuß-Atlaswitwe keine verlängerten Steuerfedern, sondern der Schwanz ist bei beiden Geschlechtern mit 3,6 bis 4,2 Zentimeter gleich lang. Das Gewicht beider Geschlechter liegt zwischen 11,1 und 15,1 Gramm.
Im Ruhekleid ähnelt das Männchen dem Weibchen. Dieses erinnert in seiner Färbung an einen Sperling: Es hat eine hellbraune Körperoberseite. Die Unterseite ist weißlich und geht an der Brust und den Flanken in ein Bräunlich über. Die Färbung von Schnabel und Füßen entspricht dem der Männchen im jeweiligen Verbreitungsgebiet.
Zu den Rufen des Männchens gehören wehet-wheet.wheeto-Rufe sowie harsche, klappernde Rufe, er ahmt aber auch die Rufe des Senegalamarants, seinem Wirtsvogel, nach.

## Verbreitung und Lebensraum
Das Verbreitungsgebiet der Rotfuß-Atlaswitwe reicht von Senegal bis nach Äthiopien und in südlicher Richtung bis nach Südafrika.
Der Lebensraum der Rotfuß-Atlaswitwe sind trockene Savannen- und Buschlandschaften. Er meidet Wüsten, feuchte Waldgebiete und dichte Wälder. Er ist auch ein Kulturfolger, der in landwirtschaftlich genutzten Gebieten sowie in der Randzone von Städten und Dörfern zu beobachten ist.

## Lebensweise
Ihre Nahrung sind Gras- und Hirsesamen.
Die Rotfuß-Atlaswitwe ist ein Brutparasit ausschließlich oder fast ausschließlich des Senegalamarants, der zur Familie der Prachtfinken zählt. Der Senegalamaranth wiegt ausgewachsen rund 8,3 Gramm, die Rotfuß-Atlaswitwe hat mit ihren durchschnittlich 13,2 Gramm damit fast 60 Prozent mehr Körpermasse. Es gibt einige wenige Beobachtungen, die auch eine Parasitierung des Kleinelsterchens nahelegen.

### Brutperiode und Eier
Die Eier der Rotfuß-Atlaswitwe sind rein weiß und gehören innerhalb der Witwenvögel zu den kleinsten Eiern. Sie entsprechen in Färbung und Form dem des Senegalamarants, die Eier sind jedoch um etwa 50 Prozent schwerer als die des Wirtsvogels. Die Brutperiode ist weitgehend mit dem Wirtsvogel synchronisiert und variiert entsprechend dem Verbreitungsgebiet. In Südafrika fällt die Brutperiode beider Arten in die Monate November bis April mit einem Höhepunkt in den Monaten Januar und Februar. Innerhalb einer solchen mehrmonatigen Brutperiode kann ein Weibchen der Rotfuß-Atlaswitwe bis zu 26 Eier legen. Während dieser Brutperiode durchläuft ein einzelnes Weibchen jeweils Legezyklen von 10 Tagen, in denen sie durchschnittlich bis zu 3 Eier legt. Der Legeabstand zwischen den einzelnen Eiern beträgt mindestens einen Tag.
Rotfuß-Atlaswitwen minimieren das Risiko, dass sie ein Ei durch Prädation verlieren, indem sie die durchschnittlich drei Eier je Legezyklus nach Möglichkeit in Nester unterschiedlicher Senegalamarantpaare legen.

### Wechselbeziehung Rotfuß-Atlaswitwe und Senegalamarant

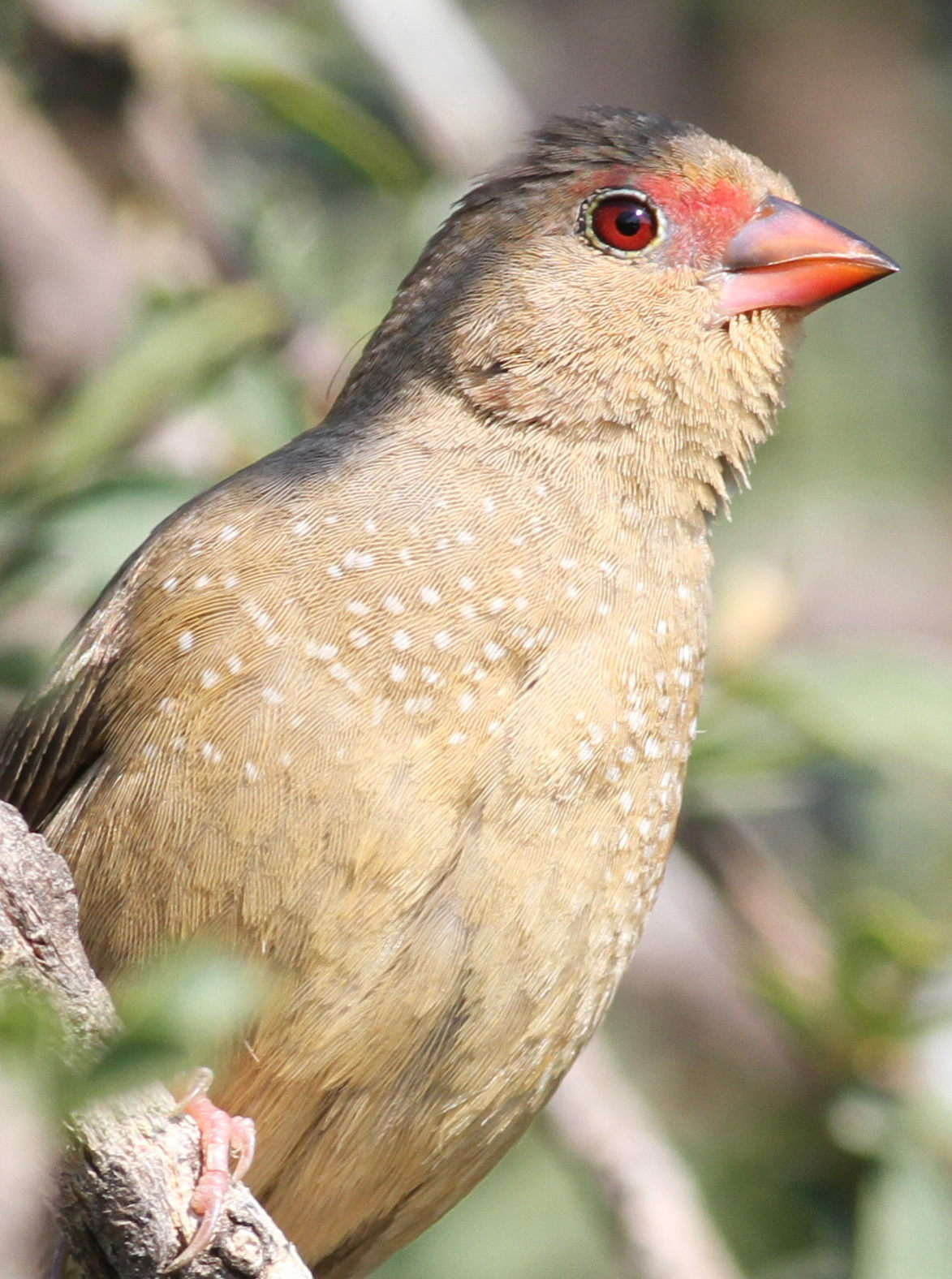
Weibchen des Senegalamarants, dem Wirtsvogel der Rotfuß-Atlaswitwe

Senegalamaranten zeigen wenig Abwehrverhalten gegenüber dem brutschmarotzenden Verhalten der Rotfuß-Atlaswitwe. Zur Eiablage durch die Rotfuß-Atlaswitwe kommt es sogar, während einer der beiden Elternvögel des Senegalamarants auf den Eiern sitzt. Regelmäßig legt die Rotfuß-Atlaswitwe das Ei sogar auf den Rücken des Wirtsvogels. Anders als bei vielen anderen brutschmarotzenden Vogelarten entfernt die Rotfuß-Atlaswitwe kein Ei aus dem Gelege des Wirtsvogels. Johngard weist allerdings darauf hin, dass die Eier für die Rotfuß-Atlaswitwe bei der Eiablage nicht sichtbar sind, da beginnend ab dem ersten Ei ein Elternvogel des Senegalamarant fest auf dem Nest sitzt. Es kommt immer wieder vor, dass mehrere Weibchen der Rotfuß-Atlaswitwe Eier in ein spezifisches Nest legen. Bis zu sechs Eier von Rotfuß-Atlaswitwen wurden in einem einzelnen Nest von Senegalamaranten gefunden. Mehr als vier Eier von Rotfuß-Atlaswitwen sind jedoch die Ausnahme.
Es gibt sehr viele Indizien, dass der Senegalamarant durch den Parasitismus der Rotfuß-Atlaswitwe keinen Reproduktionsnachteil erleidet. In einer Untersuchung zeigte sich, dass die Nester nicht parasitierter Senegalamaranten durchschnittlich 3,5 Eier umfassen. In parasitierten Nestern dagegen finden sich nur geringfügig weniger Eier des Senegalamarants: Im Schnitt wiesen die parasitierten Nester 3,4 Eier des Senegalamarants und 2,2 Eier der Rotfuß-Atlaswitwe auf. M. Y. Morel kam in einer 1973 veröffentlichten Studie zu dem Ergebnis, dass die höhere Eianzahl im Nest ein „Super-Stimulus“ für die Wirtsvogeleltern darstelle, da parasitierte Nester durchschnittlich weniger häufig von den Wirtsvögeln aufgegeben werden als nicht parasitierte. Bei parasitierten Nestern kommt es nur in 45,7 Prozent der Fälle zur Nestaufgabe. Bei nicht-parasitierten Nestern wird in 56,3 Prozent die Brut abgebrochen. Dass in einem parasitierten Nest durchschnittlich nur 2,1 Nestlinge des Wirtsvogels flügge werden, während es in einem nicht-parasitierten Nest 2,8 Nestlinge sind, wird durch diesen geringen Grad an Nestverlusten kompensiert. Der Bruterfolg gemessen an flügge werdenden arteigenen Jungen pro gelegten Eiern ist für den Senegalamarant gleich hoch. Dies erklärt auch, warum es für den Senegalamarant keinen evolutionären Druck gibt, Abwehrmechanismen gegen das brutschmarotzende Verhalten der Rotfuß-Atlaswitwe zu entwickeln.

### Bruterfolg der Rotfuß-Atlaswitwe
M. Y. Morel konnte in ihrer Studie auch nachweisen, dass aus 100 gelegten Eiern der Rotfuß-Atlaswitwe 17 bis 20 flügge werdende Jungvögel hervorgehen. Dabei gilt, dass die Chance eines frisch geschlüpften Rotfuß-Atlaswitwennestlings, bis zum Flügge werden zu überleben, umso höher ist, je weniger andere Nestlinge derselben Art im Nest sind. Im Schnitt werden neben 2,1 Nestlingen des Wirtsvogels 1,3 Nestlinge der Rotfuß-Atlaswitwe flügge.

## Einzelbelege
1. 1 2 3  Johnsgard: The Avian Brood Parasites. S. 285.
2. 1 2  Johnsgard: The Avian Brood Parasites. S. 286.
3. ↑  Stimme der Rotfuß-Atlaswitwe auf Xeno-Canto, aufgerufen am 8. September 2016.
4. 1 2 3 4 5  Johnsgard: The Avian Brood Parasites. S. 288.
5. 1 2 3 4  Johnsgard: The Avian Brood Parasites. S. 289.
6. ↑  Johnsgard: The Avian Brood Parasites. S. 291.
7. ↑  Morel: Contribution á l'etude dynamique de la population de Lagonosticta senegala L. (estrildides) à Richard-Toll (Senegal).
8. 1 2  Johnsgard: The Avian Brood Parasites. S. 290.